# Stenasellus breuili
Stenasellus breuili är en kräftdjursart som beskrevs av Emil Racoviţă 1924. Stenasellus breuili ingår i släktet Stenasellus och familjen Stenasellidae. Inga underarter finns listade i Catalogue of Life.